# Bardelys il magnifico
Bardelys il magnifico (Bardelys the Magnificent) è un film muto del 1926 diretto da King Vidor. La sceneggiatura si basa su Bardelys the Magnificent, romanzo di Rafael Sabatini, pubblicato a Boston e New York nel 1905.
Prodotto dalla Metro-Goldwyn-Mayer, aveva come interpreti John Gilbert, Eleanor Boardman, Roy D'Arcy, Lionel Belmore, Emily Fitzroy.
Nel film appare un giovane John Wayne, non accreditato nei titoli di testa, qui alla sua seconda prova in un ruolo cinematografico.
Un estratto del film compare in Maschere di celluloide di King Vidor. Per lungo tempo il film fu considerato perduto perché ne erano state distrutte (si credeva) tutte lo copie per una questione di diritti d'autore.

## Trama
Bardelys, grande amico del re e famoso tombeur des femmes, viene sfidato dal suo rivale Chatellerault a chiedere la mano della bellissima Roxalanne, una nobile campagnola, appartenente a una famiglia di oppositori di Luigi XIII. Mentre si reca con la sua scorta in provincia, Bardelys assiste agli ultimi momenti di un uomo ferito a morte che gli affida alcuni documenti e dei gioielli appartenenti alla sua amata. Bardelys promette al moribondo di ritrovarla ma, mentre  si trova in una locanda, viene scambiato per lo sconosciuto dai soldati del re che cercano di arrestarlo. Bardelys fugge, trovando rifugio al castello dei de Lavedan, dove Roxalanne lo nasconde in camera sua. Licenziata la scorta, Bardelys approfitta dell'equivoco per entrare nelle grazie di Roxalanne e dei de Lavedan perché il morto, per cui lui adesso si spaccia, apparteneva pure lui alla Fronda come i suoi ospiti. Ma un altro spasimante della giovane, geloso del favore dato al nuovo venuto, lo accusa di non amare Roxalanne, cui lui fa la corte, ma di essere promesso a un'altra donna. Le carte del morto, in possesso di Bardelys, lettere e documenti in cui si professa amore per un'altra, lo denunciano, né lui riesce a spiegarsi. Roxalanne, gelosa e furibonda, lo denuncia ai soldati e l'aristocratico viene arrestato. Davanti ai giudici, Bardelys protesta la sua identità, chiedendo l'appoggio di Chatellerault che vede presente nella sala. Ma costui, pronto a cogliere finalmente l'occasione di vendicarsi del rivale, nega di averlo mai conosciuto. Non solo, quando si accorge che Roxalanne si è pentita di aver denunciato Bardelys, le promette la salvezza dell'uomo che lei ama se acconsentirà a sposare lui. Roxalanne accetta, ma Chatellerault, dopo il matrimonio, non rispetta i patti. Portato al capestro, Bardelys sfugge al boia, ma è solo l'arrivo del re a salvarlo. Liberato, si batte in duello con Chatellerault, uccidendolo: libera così Roxalanne dal vincolo matrimoniale che aveva dovuto subire.

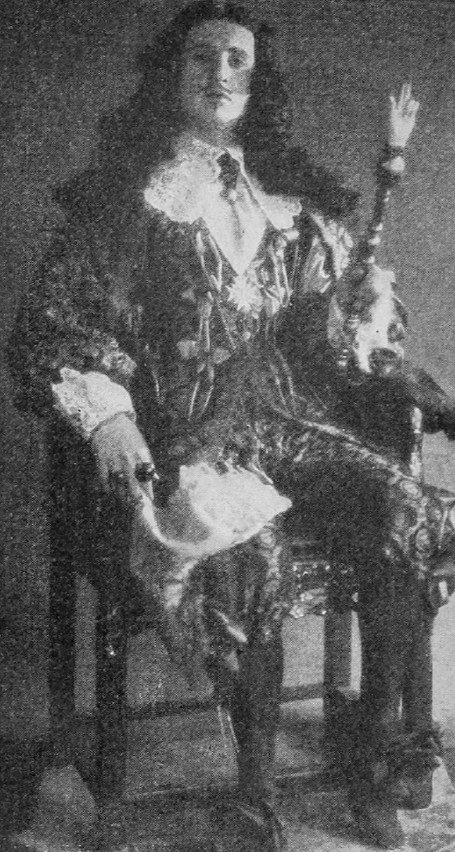
Arthur Lubin nei panni di Luigi XIII

## Produzione
Motion Picture News del 16 maggio 1925 annunciava che la MGM aveva acquistato i diritti del romanzo di Sabatini (che lo scrittore cedette per la durata di dieci anni) e che il film avrebbe avuto come protagonista John Gilbert. Il 14 marzo 1926, Film Daily riportava che Dorothy Farnum aveva completato la stesura della sceneggiatura. Le riprese durarono da inizio aprile a inizio giugno 1926 e il film, in gran parte, venne girato negli studi di Culver City della MGM.

## Distribuzione
Il copyright del film, richiesto dalla Metro-Goldwyn-Mayer Corp., fu registrato il 23 settembre 1926 con il numero LP23140.

Alla serata di gala, davanti a un pubblico che annoverava grandi nomi tra cui spiccava la presenza di Lillian Gish e quella di Lew Cody e di Mabel Normand, freschi sposi, il film fu presentato in prima al Carthay Circle Theatre di Los Angeles il 30 settembre 1926, con l'accompagnamento dalle musiche di R.H. Bassett, che erano state composte per l'occasione.
Dopo un'altra prima newyorkese il 31 ottobre, il film venne distribuito nelle sale il 21 novembre.

### Conservazione
Quando i diritti del romanzo di Sabatini spirarono, la MGM non li rinnovò e fu quindi obbligata a distruggere il film, inclusi i negativi. L'unico spezzone del film rimasto era un trailer pubblicitario e un breve estratto inserito in Maschere di celluloide di Vidor. Una copia incompleta al nitrato, mancante di un rullo, fu trovata in Francia nel 2006 e fu la base per la ricostruzione del film fatta dalla Lobster di Parigi presentato nel 2009 al San Francisco Silent Film Festival e, in Italia, alle Giornate del Cinema Muto di Pordenone.

### Critica
"Quel tanto di storico che il film racchiude è soverchiato dalla parte romantica, che conferisce al lavoro interesse maggiore di quanto potrebbe lo svolgimento documentario. I grandi cappelli piumati, i giustacuori di velluto, i colli di pizzo e le sciabole sguainate formano un insieme che si adatta benissimo allo schermo e quando l'inscenatore, o direttore artistico che dir si voglia, è un maestro nell'arte sua come lo è King Vidor che ha diretto il film attuale, la vicenda risulta sicuramente movimentata e nel contempo aggraziata".
"Comoedia", non firmato, 20 febbraio 1928

### Date di uscita
IMDb
- USA	30 settembre 1926
- Austria	1927
- Germania	1927
- Finlandia	12 settembre 1927
- Italia ottobre 2008 (Le Giornate del Cinema Muto di Pordenone)
- USA  14 luglio 2009  DVD[6]
- USA	6 settembre 2009 (Cinecon Film Festival)

Alias
- Bardelys the Magnificent	USA (titolo originale)
- Bardelys el magnífico	Venezuela
- Bardelys il magnifico	Italia
- Bardelys le magnifique   	Francia
- Bardelys, o megaloprepis	Grecia
- Der Galgengraf	Austria
- El caballero del amor	Spagna
- Galgenhochzeit	Germania
- O Cavaleiro do Amor	Portogallo